# Todos los nombres
Todos los nombres (en portugués, Todos os nomes), es una novela escrita en 1997 por el Nobel de literatura portugués José Saramago.

## Argumento
En ella se relata la historia de un funcionario que trabaja en el Registro Civil, don José, cuyo nombre es irónicamente el único que aparece en toda la obra. El protagonista se dedica a coleccionar recortes de las fichas de registro de personajes famosos. Un día, encuentra entre sus archivos, filtrado por error, el expediente de una mujer desconocida para él de quien, sin haberla visto siquiera en una foto, queda profundamente enamorado. Desde ese momento, encontrarla se convierte en una obsesión desesperada, a la que buscará, por los medios que sean necesarios.
Una posible interpretación de la novela tiene como eje el interrogante ético frente al poder que pueden manejar hombres comunes, infames, cuando poseen un cierto saber que puede llevarlos a cometer una probable infamia.
La posibilidad de explicar la existencia verbal de don José desde este concepto surge de la lectura de La vida de los hombres infames de Michel Foucault. En este trabajo el pensador francés desglosa la polisemia del vocablo; identifica las cualidades de las palabras –“falsas, engañosas, injustas, ultrajantes”(1996:123) – que suponen los juegos del poder y las relaciones del mismo; y, finalmente, define a la literatura como “el discurso de la infamia” (1996:137).
Don José es un insignificante empleado que sale de un anonimato existencial en búsqueda de un saber y que, sin proponérselo, se encuentra con el poder cuestionando el posicionamiento ético del personaje frente a las oposiciones construcción/deconstrucción, verdad/mentira y vida/muerte.
De la novela de Saramago ha tomado su nombre el proyecto de recuperación de la Memoria histórica Todos los nombres.

## Personajes
-Don José: escribiente de la Conservaduría del Registro Civil, soltero, meticulosos, de 52 años, vive en una casa anexa al registro. Colecciona recortes y fotografías de gente famosa, hasta que se obsesiona por azar con la mujer desconocida y comienza a buscarla.
-El conservador: jefe del Registro Civil, trabaja poco, en un escritorio del fondo, es severo y autoritario. Al final del libro ordena mezclar los registros de los vivos y de los muertos, y descubre la obsesión de don José.
-La mujer desconocida: mujer divorciada, de 36 años, profesora de matemáticas. Don José se obsesiona con ella; era infeliz y se suicida tomando en exceso pastillas para dormir.
-La mujer del segundo piso: joven ocupante de la casa donde nació la mujer desconocida, y vecina de la vieja del entresuelo derecha. Tiene un marido celoso y un bebé.
-La señora mayor del entresuelo derecha: madrina de la mujer desconocida, de la que se había distanciado por haber sido amante de su padre. Es viuda y tiene problemas de salud; al final del relato es probable que muriese.
-El farmacéutico: trabaja en la farmacia del antiguo barrio de la mujer desconocida. Desconfiado, delata a don José con la esposa del subdirector.
-El subdirector: funcionario del Registro Civil, con rango menor al conservador; es quien lleva medicinas al convaleciente don José, y quien ocupa la antigua casa de la mujer desconocida.
-El enfermero: trata a don José de su gripe, y descubre sus rodillas lastimadas, aunque no lo delata.
-El médico: atiende a don José en su convalecencia.
-El pastor de ovejas: lleva todos los días a la madrugada a sus ovejas al Cementerio General, para que pasten. Para confundir a los deudos, cambia la identificación de las placas de los difuntos, y se lo confiesa a don José.
-Madre de la mujer desconocida: mujer de sesenta y tantos años, atenta y servicial. Se ve muy afectada por el suicidio de su hija, y le presta a don José las llaves para que visite la casa de la difunta.
-Padre de la mujer desconocida: hombre mayor, había sido en su juventud amante de la señora mayor del entresuelo derecha. Es serio y desconfiado.
-El director del colegio: hombre mayor, es director del colegio donde estudió y trabajó la mujer desconocida. Es la última persona que le habla a Don José acerca del suicidio de la mujer y le cuenta acerca de la extrañeza del asalto a su colegio días atrás, sin haber sabido nunca que fue el mismo Don José quien lo perpetró. Se despide diciéndole que lamenta no ayudarle mucho y dándole una explicación abstracta y subjetiva de lo acontecido.